# Sbattezzo

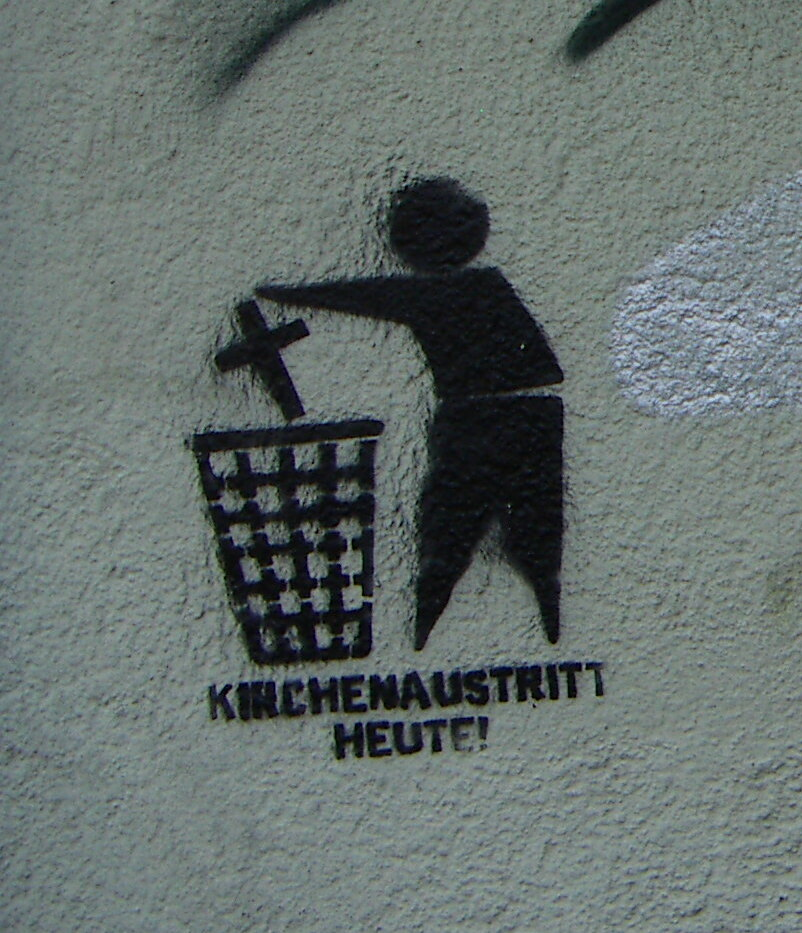
Graffito a favore dello sbattezzo in Austria (2008)

Lo sbattezzo è l'atto formale di rinuncia al battesimo, sacramento di adesione per tutte le confessioni cristiane.
In Italia, lo sbattezzo consiste in una richiesta di cancellazione del proprio nominativo dal registro battesimale della parrocchia di appartenenza, oppure da liste ed elenchi di persone battezzate tenuti dagli enti religiosi, interrompendo formalmente il riconoscimento come aderente o suddito alla confessione religiosa.
Nei confronti della Chiesa cattolica, il battezzato deve limitarsi a richiedere l'inserimento di un'annotazione correttiva a margine del proprio nominativo presente nel registro dei battezzati, indicando la volontà dell'interessato di non essere considerato membro della Chiesa cattolica, non essendo prevista la cancellazione completa e definitiva da questi in quanto considerato come atto giuridico costitutivo rappresentante di un evento realmente accaduto.

## Ragioni dello sbattezzo
Il termine sbattezzo è composto dal prefisso della "s" privativa (dal latino "ex", all'infuori di ) e dal sostantivo "battezzo" (alterazione incongrua di battesimo).
La prima attestazione del suo uso risale al 1478 nel Morgante di Luigi Pulci, un poema che narra la storia di un gigante convertito al Cristianesimo dal conte Orlando. Di sbattezzo si parla anche ne L'ingenuo di Voltaire (dove il protagonista -un urone costretto a farsi battezzare per immersione in un fiume- minaccia di togliersi il battesimo al fine di poter sposare St.-Yves, una ragazza di cui è follemente innamorato) e nel Museo scientifico di Luigi Cicconi e Pier Angelo Fiorentino. (in cui si raccontano le gesta di un certo Beppo, il quale, incitato dalle calorose reazioni anticlericali del popolo romano, esclama: "Che Beppo! Al diavolo questo nome che puzza tanto di chierica. Io ho già sbattezzato le mie figliole: ora sbattezzo me stesso. Romani, io voglio essere chiamato cittadino Tesifonte.")
Il motivo più diffuso è la semplice volontà di non essere più considerati facenti parte di un'organizzazione religiosa da cui si è materialmente usciti: lo sbattezzo permette il riconoscimento anche formale dell'abbandono di una confessione religiosa. I richiedenti sono generalmente persone che hanno mutato orientamento religioso a favore di un altro credo, oppure persone che hanno ricevuto il sacramento quando non erano in grado di comprenderne il significato (tipicamente durante la prima infanzia secondo il rito cattolico) e che hanno espresso successivamente un rifiuto verso la religione di appartenenza.
A corollario di queste ragioni c'è la volontà di non essere più computati come aderenti a una religione per il solo fatto di essere stati battezzati prima di averlo potuto scegliere, in modo da rendere più netta e calcolabile la differenza tra battezzato e credente. L'Annuario Pontificio valuta in circa 56 milioni il numero di italiani battezzati, ovvero il 98% della popolazione, mentre il numero di fedeli registrato nelle statistiche è più basso (87,8% nell'ultimo rapporto Eurispes del 2005). Basandosi su queste statistiche, negli ambienti non cattolici, atei ed agnostici si sostiene che la Chiesa in questo modo sia portata a sovrastimare il numero dei propri aderenti e, di conseguenza, la propria importanza da un punto di vista sociale e politico, perché il numero di battezzati non coincide con il numero di fedeli, in particolar modo nei paesi secolarizzati.

## La pratica dello sbattezzo nei vari paesi

### Italia
In Italia il fenomeno dello sbattezzo riguarda principalmente la Chiesa cattolica, poiché l'usanza cattolica prevede il battesimo dei bambini neonati, con una successiva educazione religiosa durante l'infanzia, pur affermando che “il Battesimo degli adulti è la situazione più normale là dove l'annunzio del Vangelo è ancora recente”. La pratica del battesimo viene talvolta seguita anche da genitori non religiosi, per varie ragioni (convenzioni sociali, timore che il bambino venga discriminato, pressione da parte di parenti cattolici dovute anche alla credenza che il bambino che muoia non battezzato possa andare nel limbo).
Sulla questione del limbo, vari pronunciamenti di teologi quali papa Benedetto XVI e Raniero Cantalamessa, oltre che l'ultima edizione del Catechismo della Chiesa cattolica, ne hanno accantonato l'esistenza (ponendo fine a una lunga tradizione medievale) inteso come destino per le anime di chi è morto senza battesimo. Alla credenza (pochi anni fa ancora universalmente accettata dalla dottrina della Chiesa) che il bambino che muoia non battezzato possa andare nel limbo, la Chiesa cattolica afferma oggi che è possibile sperare che vi sia una via di salvezza per i bambini deceduti senza battesimo. L'accantonamento del limbo, secondo quanto dichiarato nel 2007 dalla Commissione Teologica Internazionale, non risponde a questioni meramente teologiche, ma ad "un problema pastorale urgente", a fronte del preoccupante aumento del numero di bimbi deceduti senza battesimo, a conseguenza sia di genitori non praticanti, sia dell'aborto.
Una parte di queste persone, battezzate in età infantile, non si riconosce nella scelta fatta dai propri genitori al posto loro, e alcuni desiderano esternare e formalizzare tale orientamento. Questo ha portato a diverse iniziative. Degna di menzione è l'Associazione per lo Sbattezzo, che proponeva per la prima volta un modulo di sbattezzo, pur privo di valore legale, attribuendo tuttavia alla Dichiarazione di sbattezzo visibilità sociale e politica.
Nel 1995 l'Unione degli Atei e degli Agnostici Razionalisti ha intrapreso un'iniziativa volta al riconoscimento legale della volontà di non essere più considerati cattolici, iniziativa che nel 1999 ha avuto parziale successo nell'utilizzare la normativa sulla privacy per tale scopo.
L'Unione degli Atei e degli Agnostici Razionalisti stima, al 2016, che sia all'incirca 50 000 il numero di italiani che si sono sbattezzati, pur affermando che "non si conosce il numero degli sbattezzati" e che "è impossibile anche solo una stima", presumendo "diverse migliaia". Secondo il sito di promozione dello sbattezzo "sbattezzati.it" gli sbattezzati registrati nel 2021 sono oltre mille, ma la registrazione è iniziata solo il 1º maggio 2021.
In ambito cattolico, si rilascia un documento firmato e timbrato da parte della parrocchia, che certifica l'avvenuta annotazione nel registro dei battesimi della volontà espressa di uscire dalla Chiesa, ma la parrocchia non è comunque obbligata a fornire fotocopie dell'atto di battesimo annotato.

#### La decisione del Garante per la Privacy
Poiché le liste dei battezzati contengono dati sensibili in materia di preferenze religiose ai sensi della legge n. 675/1996 (cosiddetta legge sulla privacy), è stata posta la questione della legittimità della tenuta di simili registri da parte delle organizzazioni religiose e dei diritti spettanti al cittadino sui dati che lo riguardino.
In particolare per quanto riguarda la Chiesa cattolica in Italia, il 13 settembre 1999 fu pubblicata una decisione del Garante per la protezione dei dati personali contenente diversi spunti di interesse sotto l'aspetto giuridico. In essa, nel rigettare un ricorso di un cittadino che lamentava la mancata cancellazione dei propri dati personali dai registri dei battezzati conservati presso un archivio parrocchiale, il presidente dell'Autorità Garante, Stefano Rodotà, delineò nelle motivazioni alcuni aspetti di principio:
- la pretesa di cancellazione dai registri parrocchiali, «non riguarda (salvo quello che si dirà nel prosieguo) né dati non aggiornati, né dati inesatti o incompleti, essendo piuttosto riferita a dati che si intenderebbe eliminare sotto il profilo della loro materiale esistenza». ed è pertanto al di fuori della previsione dell'art. 13, comma 1, lett. c), n. 3, della legge n. 675/1996.
- per il medesimo articolo, «i dati relativi all'avvenuto battesimo del ricorrente non risultano trattati in violazione di legge e rientrano nelle pertinenti attività della confessione religiosa, un eventuale fondamento giuridico della pretesa del ricorrente potrebbe semmai risiedere nelle motivazioni che sono alla base della loro conservazione».
- «precisato che il battesimo non è solo un atto di carattere confessionale, ma anche un atto giuridico costitutivo che segna l'ingresso di una persona nella Chiesa cattolica», il Garante osservò che la Chiesa «non può cancellare la traccia di un avvenimento che storicamente l'ha riguardata se non a costo di modificare la stessa rappresentazione della propria realtà».
- del resto, «i registri dei battezzati rientrano fra i registri ufficiali della Chiesa cattolica e, quindi di un ordinamento "indipendente e sovrano" rispetto a quello dello Stato italiano, così come previsto dall'art. 7 della Costituzione», perciò una richiesta di variazione «può semmai essere idoneamente soddisfatta da misure diverse dalla pura cancellazione, con le quali gli stessi possono ottenere dai titolari o dai responsabili che i dati da essi detenuti acquistino un diverso significato».
- «il registro di battesimo, in riferimento a una persona che si professi atea, non contiene dati trattati illecitamente, né notizie inesatte o incomplete, documentando il registro un fatto correttamente rappresentato, da considerare nella sua singolarità e cioè come rappresentazione di un evento (il battesimo) realmente avvenuto [...] Il diritto di opposizione per motivi legittimi potrebbe essere semmai esercitato nei riguardi di specifiche, ulteriori, utilizzazioni di dati relativi all'appartenenza religiosa dalle quali l'opponente ritenga di ricevere pregiudizio».
- Concluse Rodotà confermando «impregiudicato il diritto del ricorrente di far integrare a sua richiesta la complessiva documentazione che lo riguarda».

In pratica, anche se non è possibile richiedere la cancellazione della registrazione dell'avvenuto battesimo, poiché l'evento si è verificato, è però possibile richiedere che sia annotato, sul registro dei battesimi, che l'interessato non aderisce più alla Chiesa cattolica.

#### Conseguenze della decisione
La richiesta viene perciò inoltrata in conformità alla normativa dello Stato italiano in materia di trattamento di dati sensibili, per la quale i dati che possano rivelare tendenze religiose sono oggetto di tutela, e può perciò ricevere tutela giurisdizionale in caso di mancata ottemperanza degli enti interpellati. Sino a tale eventuale occorrenza, però, resta azione meramente riguardante le forme dei rapporti fra la persona non più fedele e gli enti della sua precedente religione.
La Chiesa cattolica ha recepito le conseguenze legali di tali normative emanando proprie normative in merito alla tenuta dei dati personali, che su alcuni aspetti non sono completamente congruenti con quelle dello Stato italiano. Ad esempio, spesso a chi presenta istanza di rettifica dei propri dati personali usando la procedura validata dal Garante della privacy, che prevede l'invio per raccomandata di una richiesta accompagnata da fotocopia della carta d'identità del richiedente, viene richiesto, sulla base di normative della Chiesa cattolica di presentarsi personalmente o mediante un procuratore legittimamente nominato, nonostante un pronunciamento contrario del garante della privacy del 5 novembre 2003, con quale fu confermata la sufficienza dell'identificazione in forme meno gravose.

#### 25 ottobre - Giornata Nazionale dello Sbattezzo
Il 12 agosto 1956, una coppia di fidanzati si sposa con rito civile nel municipio di Prato. La notizia fece scalpore al punto tale che l'allora vescovo, Pietro Fiordelli, fece affiggere sul portale del Duomo una lettera denigratoria nei confronti dei giovani coniugi, bollandoli come "pubblici peccatori", i quali ben presto sporsero una denuncia in tribunale per diffamazione e per i danni morali subiti. La sentenza di primo grado diede ragione agli sposi e condannò il vescovo a un'ammenda di 40 000 lire. Il 25 ottobre dello stesso anno, la Corte d'appello di Firenze ribaltò la sentenza: il vescovo di Prato venne assolto dall'accusa di aver pubblicamente offeso due giovani sposatisi civilmente in quanto, entrambi battezzati, erano subditi legum ovvero suoi sudditi sottoposti al suo ministero spirituale ed alla sua giurisdizione ecclesiastica. Il 25 ottobre 2008, giorno del cinquantesimo anniversario di quella storica sentenza, l'Unione degli Atei e degli Agnostici Razionalisti ha organizzato la prima Giornata Nazionale dello Sbattezzo. All'evento hanno partecipato 1032 persone.
Il 25 ottobre 2009 si è svolta la Seconda Giornata Nazionale dello Sbattezzo a cui hanno partecipato 820 persone.
La Terza Giornata Nazionale dello Sbattezzo si è svolta il 25 ottobre 2010; la giornata è stata anticipata da una presentazione alla Camera dei Deputati il 21 ottobre 2010 con la partecipazione del deputato radicale Maurizio Turco.

### Germania
In Germania è applicata la Kirchensteuer, ovvero una "tassa sulle religioni" dovuta dai fedeli protestanti, cattolici, evangelici ed ebrei; l'aliquota varia tra l'8% (in Baviera) e il 9% (Baden-Württemberg) della propria imposta sul reddito, a seconda della regione, e i proventi vengono girati alle rispettive organizzazioni religiose per il mantenimento dei luoghi di culto. Ad esempio, un contribuente con entrate lorde di 50000 € pagherà una tassa sui redditi del 20% circa, ovvero 10000 €, e l'8% o il 9% dell'imposta, pari a 800 o 900 € verranno versati alla comunità religiosa di appartenenza.
Tutti i battezzati sono obbligati a pagare questa tassa, ma possono uscire ufficialmente dall'organizzazione religiosa e smettere di pagarla a partire dal raggiungimento della maggiore età, che per quanto riguarda l'appartenenza religiosa è stabilita a 14 anni. Per uscire dalla Chiesa, è sufficiente recarsi nell'ufficio apposito presente presso ogni tribunale o al municipio del comune di residenza, e fare verbalizzare la propria decisione.
Si applica un'analoga tassa detta Kultussteuer ("imposta di culto"), per gli appartenenti alla religione ebraica; introdotta più recentemente. Le altre religioni non sono soggette a questa tassazione poiché questo gettito serve per mantenere i luoghi di preghiera, quindi le chiese e le sinagoghe per quanto riguarda la religione ebraica. Le moschee e gli altri luoghi religiosi non sono sovvenzionati dallo Stato.

### Austria
Anche in Austria esiste un'analoga tassa, la Kirchenbeitrag, che però, a differenza di quella tedesca, non viene riscossa dallo Stato bensì direttamente dalle comunità di fede sulla base di quanto dichiarato dal fedele. Tale contributo riguarda solo i fedeli cristiani appartenenti alle confessioni cattolica, evangelica e vetero-cattolica d'Austria; i fedeli del giudaismo hanno pagato una tassa solo fino al 1998. L'origine di questo contributo obbligatorio risale al cosiddetto Anschluss, cioè l'annessione dell'Austria alla Germania nazista, tant'è che lo storico della Chiesa cattolica Rudolf Karl Höfer ha descritto tale sistema contributivo come una "reliquia del nazionalsocialismo".
Il contributo è dovuto da tutti gli appartenenti alle suddette confessioni sulla base dei rispettivi registri dei battezzati. Il modulo per chi richiede la residenza in Austria contiene anche un apposito spazio dove indicare la propria appartenenza religiosa, e naturalmente se si sceglie una delle confessioni che riscuotono la Kirchenbreitag si dovrà pagare il contributo. Per non dover pagare la tassa è perciò necessario uscire formalmente dalla confessione di riferimento o, nel caso di nuova richiesta di residenza, non indicare una religione di appartenenza.

### Francia e Belgio
Una campagna per lo sbattezzo fu lanciata da questi paesi alcuni decenni fa dall'organizzazione comunista Alternative libertaire. Attualmente iniziative di sbattezzo sono prese in Belgio dalla Fédération des Amis de la Morale Laïque e in Francia dagli anarchici di Subsociety.
Nel 2024 in seguito alla visita di papa Francesco in Belgio e alle sue dichiarazioni sull'aborto si è registrata un'ondata di richieste di sbattezzo da parte di oltre 500 persone.

## Lo sbattezzo secondo le chiese

### Chiesa cattolica
La Chiesa cattolica ha definito una procedura di defezione formale dalla Chiesa, denominata Actus formalis defectionis ab Ecclesia catholica. I canoni 1086, 1117 e 1124 del Codice di diritto canonico regolano alcuni effetti di tale atto. Una nota del Pontificio consiglio per i testi legislativi risalente al 2006 specifica in cosa l'atto consiste.
La Chiesa cattolica non riconosce effetti "spirituali" alla pratica dello sbattezzo (la dottrina cattolica afferma che, essendo il battesimo un sacramento che lascia un carattere indelebile, esso non può essere tolto), mentre ne riconosce alcuni pratici:
(Actus Formalis Defectionis Ab Ecclesia Catholica)
Ciò ovviamente non significa affatto che l'uomo ottiene la vita eterna mediante un sacramento, per "elezione"-predestinazione ed in modo irreversibile, ma che mediante il sacramento ottiene «il potere di diventare figlio di Dio» (Gv 1,12), e quindi può partecipare nella vita terrena al Corpo di Cristo in fede, parole ed opere, meritandosi la stessa vita anche dopo la morte, in totale pienezza.
Nello stesso tempo, al battezzato resta la scelta di vivere nel peccato, e dannarsi in anima e corpo. Come scrive Tommaso d'Aquino, il legame tra l'ente e Dio è sì di tipo ontologico, ma è una partecipazione, e non un'essenza (ens per essentiam - Dio Uno e Trino-, ovvero ens per partecipationem). Diviene indissolubile e necessario solo per l'anima salvata dopo la morte.
In questo senso, si esprime anche il Compendio del Catechismo della Chiesa cattolica (art.263, per 1262-1274; per 1279-1280):
Il battezzato appartiene per sempre a Cristo: è segnato, infatti, con il sigillo indelebile di Cristo (carattere).»
(art. 263 del Compendio al CCC, 2005, Libreria Editrice Vaticana)
Secondo il Catechismo della Chiesa cattolica, l'apostasia, ovvero "il ripudio totale della fede cristiana", è un peccato mortale. Colui che vuole volontariamente intraprendere lo sbattezzo deve dunque avere la piena consapevolezza che esso "è una possibilità radicale della libertà umana […] Se non è riscattato dal pentimento e dal perdono di Dio, provoca l'esclusione dal regno di Cristo e la morte eterna dell'inferno; infatti la nostra libertà ha il potere di fare scelte definitive, irreversibili".
Secondo la Chiesa cattolica, la condizione in cui incombe l'apostata è completamente diversa da quella di coloro che non sono mai appartenuti alla Chiesa cattolica, poiché, come spiega papa Giovanni Paolo II nella lettera enciclica Redemptoris Missio, "la salvezza è accessibile ad essi in virtù di una grazia che, pur avendo una misteriosa relazione con la Chiesa, non li introduce formalmente in essa, ma li illumina in modo adeguato alla loro situazione interiore e ambientale".
Per quanto riguarda gli effetti pratici, la Chiesa cattolica con il diritto canonico riconosce che lo sbattezzo, come apostasia, comporta la scomunica automatica, perciò l'esclusione delle persone che hanno manifestato chiaramente ed esplicitamente la loro volontà di apostasia, dai sacramenti, e la negazione delle esequie ecclesiastiche. La scomunica, considerata la più grave fra le pene, è concessa per riguardo alla salus animae del battezzato: basta il peccato mortale, infatti, a interrompere la comunione, mentre la pena impedisce al fedele di aggravare ulteriormente la sua situazione con una comunione sacrilega.
Le posizioni della Chiesa cattolica sul significato e sugli effetti dello sbattezzo non registrano solitamente contrasti con i sostenitori del medesimo (vedi Associazione per lo sbattezzo, UAAR...), in quanto questi sono interessati proprio dagli effetti pratici, in quanto ad esempio per questi celebrare esequie cattoliche su una persona sbattezzata sarebbe considerato come un sopruso nonché un atto di disonestà morale nei riguardi della persona defunta. Tuttavia, anche se la persona ha ricevuto una scomunica latae sententiae, può ancora ricevere su richiesta il rito cattolico delle esequie in quanto sacramentale, seppure la Chiesa si riserva il diritto di negare il rito.
La richiesta è riconosciuta dalla Chiesa cattolica, ma, in almeno un caso, il richiedente si è imbattuto in un parroco che ha frapposto ostacoli, ritardando il provvedimento richiesto, vista la gravità di tale azione.
Secondo la visione della Chiesa, per chi non aderisce alla religione cattolica la richiesta di sbattezzo sarebbe inutile e contraddittoria: farlo significherebbe riconoscere implicitamente un valore allo stesso sacramento del quale si nega la validità. Secondo questo punto di vista, quindi, chi non aderisce (o non più) alla dottrina cattolica non ha bisogno di essere sbattezzato.
Chi richiede lo sbattezzo replica che il suo obiettivo è eliminare gli effetti formali del battesimo (tra cui quello di lasciare alla Chiesa la presunta possibilità di rivendicare un consenso superiore a quello reale), non quelli spirituali, in cui ovviamente non crede. Inoltre lo sbattezzo incide sulle statistiche relative ai cattolici in un certo Paese, ovvero, si cerca con lo sbattezzo di distinguere fra fedeli praticanti e individui che sono stati battezzati quando erano neonati, ma non praticano la religione cattolica, come ad esempio gli atei e gli agnostici.

### Scomunica ed eventuale remissione
Nonostante l'apostasia comporti la scomunica automatica (latae sententiae), non tutti coloro che inviano questa richiesta di cancellazione sono automaticamente scomunicati: la Chiesa cattolica fa notare la differenza fra il peccato di apostasia e il corrispondente delitto contro la fede. Il Codice di diritto canonico riconosce che condizioni mitiganti possono far sì che il fedele, nonostante la sua azione presuntamente volontaria, non incorra nelle sanzioni (ad esempio, a causa di "violenza fisica o timore grave, necessità o grave incomodo"). La Chiesa tiene in conto se l'abbandono avvenga sotto pressione, in situazioni dove potrebbero mancare sia la piena consapevolezza sia il pieno consenso.
Chi riceve la scomunica non può esercitare alcun ministero nella celebrazione della Messa o di altri sacramenti o in cerimonie di culto pubblico, ed in primis non può ricevere l'Eucaristia. Tuttavia, la scomunica non priva dell'esercizio dei doveri: si può assistere alla Messa, che rimane un obbligo nelle feste di precetto, e si possono ricevere i sacramentali, i quali includono le esequie, che possono però essere negate.. Inoltre, si può sempre ricevere la Comunione spirituale.
La Chiesa cattolica afferma chiaramente che la scomunica latae sententiae può essere successivamente rimessa, perché è una "pena medicinale" che ha per finalità muovere al pentimento. Il cristiano "sbattezzato" che dimostri di essersi sinceramente pentito acquista il diritto di essere assolto dalla scomunica. Inoltre, la scomunica non è riservata alla Santa Sede, come accade per i delitti canonici più gravi, e quindi può essere rimessa nei modi prestabiliti dall'ordinario del luogo.

### Testimoni di Geova
Nella congregazione cristiana dei Testimoni di Geova, lo "sbattezzo", determinato dalla libera scelta personale di "ripudiare la fede e abbandonare l'adorazione di Geova", si chiama "dissociazione". All'atto pratico, si fa un breve annuncio alla congregazione dicendo: "[Nome Cognome] non è più testimone di Geova", e da quel momento in poi tutti gli adepti dell'organizzazione devono evitare rapporti stretti con la persona espulsa, anche i famigliari stessi del dissociato devono avere dei rapporti limitati con il famigliare espulso.
Tale forma di isolamento viene considerato una forma di disciplina che dovrebbe servire alla persona espulsa a redimersi e a ritornare all'interno dell'organizzazione stessa. L'espulsione, secondo i testimoni di Geova, "è una azione giudiziaria di scomunica o disassociazione dei trasgressori da una comunità o organizzazione". Questa facoltà - secondo il volume della Watch Tower Society - "rientra nei diritti di ogni associazione religiosa, ed è paragonabile al potere degli stati politici e di certe autorità locali di comminare la pena capitale, di mettere al bando e di espellere". "Nella congregazione di Dio - affermano i Testimoni - il provvedimento dell'espulsione viene preso per salvaguardare la purezza dottrinale e morale dell'organizzazione. L'esercizio di questo potere è necessario per garantire l'esistenza stessa dell'organizzazione, in particolare per la congregazione cristiana, che deve rimanere pura e conservare il favore di Dio per poter essere da lui impiegata e rappresentarlo. Altrimenti Dio espellerebbe o stroncherebbe l'intera congregazione." - (Apocalisse 2:5, 1 Corinzi 5:5-6)

## L'uso dello sbattezzo nella Storia
Questa pratica utilizzata in modo sporadico nel passato venne adoperata ufficialmente, in modo politico e in forma di protesta organizzata verso le chiese tradizionali, durante il periodo nazista in Germania. Il partito infatti sollecitava (senza obbligarli) i suoi dirigenti a richiedere la cancellazione dai registri parrocchiali con un atto pubblico ufficiale, il cosiddetto Kirchenaustritt (la fuoriuscita dalla chiesa). Tra i primi "sbattezzati" tra i nazisti sono ricordati Alfred Rosenberg, Heinrich Himmler e Reinhard Heydrich.